# Teinopalpus imperialis
Teinopalpus imperialis (denominada popularmente Kaiser-I-Hind, em inglês, emperor of India; na tradução para o português, imperador da Índia) é uma borboleta da região indo-malaia pertencente à família Papilionidae e subfamília Papilioninae, encontrada do Nepal e Índia (Assam, Siquim, Manipur, Arunachal Pradesh e Bengala Ocidental) até o Vietnã; incluindo Butão, Myanmar, Laos e China. Foi classificada por Frederick William Hope, em 1843 (no texto "On some rare and beautiful insects from Silhet, chiefly in the Collection of Frederick John Parry", publicado nos Transactions of the Linnean Society of London. 19 (2). página 131.; seu habitat descrito como "Indiâ Orientali"); que denominou o macho como Teinopalpus imperialis e a fêmea como Teinopalpus parryae devido ao grande dimorfismo sexual desta espécie.

## Descrição
Vista por cima, esta borboleta apresenta tom geral cinzento e esverdeado, em ambos os sexos, com asas posteriores dotadas de áreas em amarelo, mais presentes nos machos. No fim das asas posteriores existem prolongamentos que, nas fêmeas, são em número de três e lembram os cornos de um cervo; com os machos dotados de apenas um prolongamento mais distinto, central, lembrando uma seta. Fêmeas são maiores e mais raras que os machos, possuindo a envergadura de até 13 centímetros.

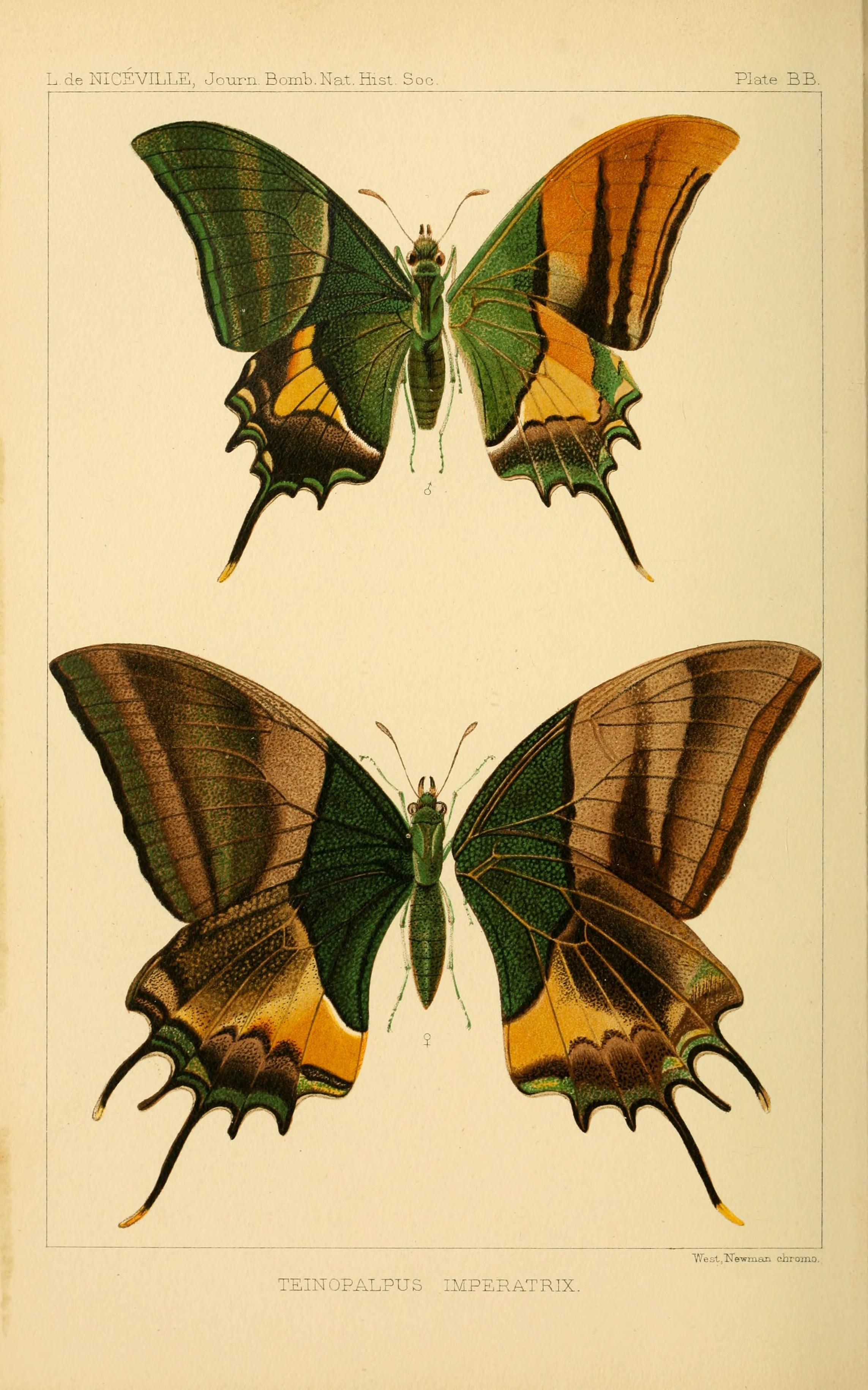
Ilustrações de T. imperialis ssp. imperatrix, macho (acima) e fêmea (abaixo); a asa esquerda é a vista superior e a asa direita a vista inferior; retiradas de sua descrição original por de Nicéville (1899).
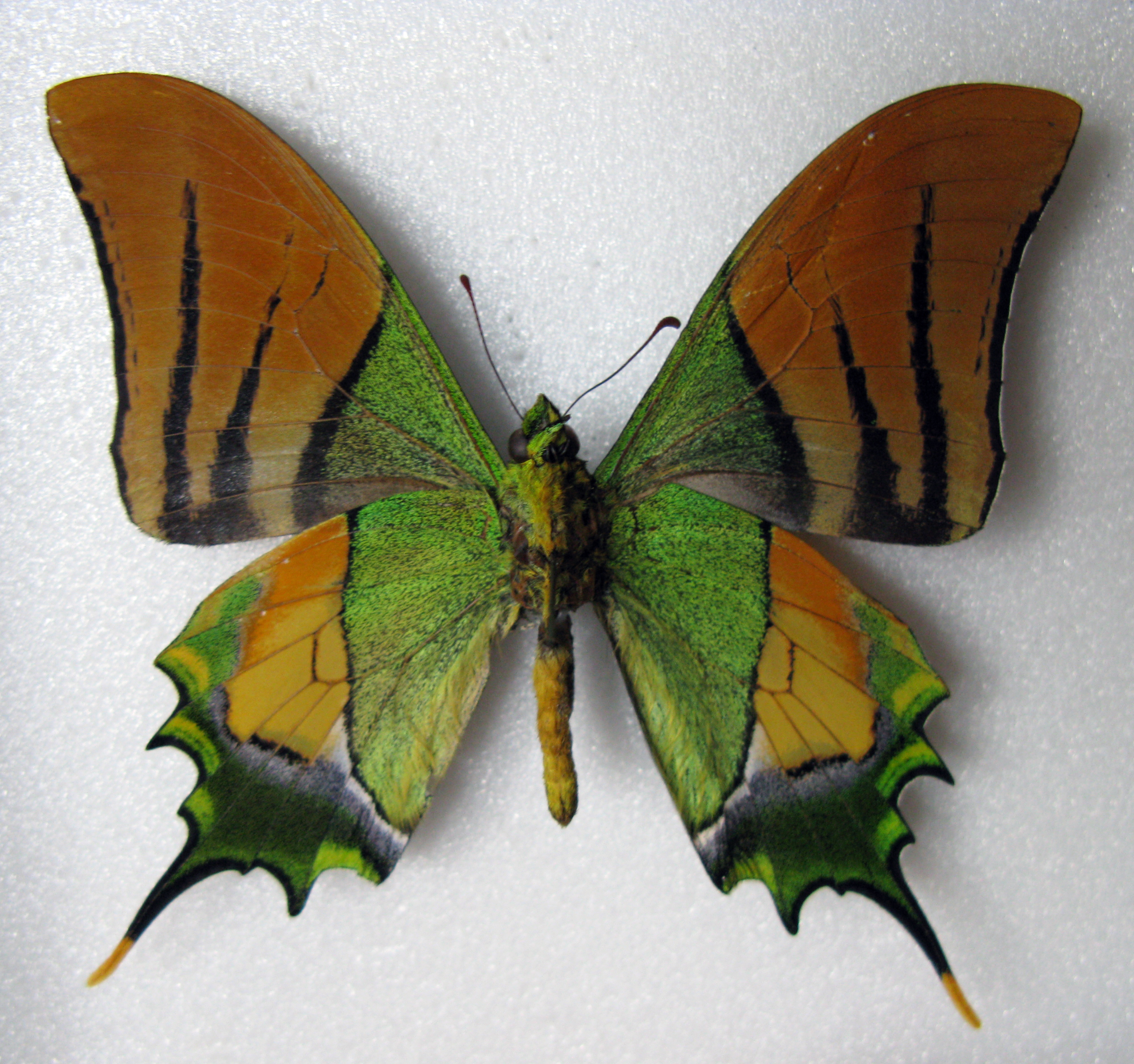
Fotografia de T. imperialis, macho, vista inferior.

## Hábitos
Os adultos desta espécie aparecem no início da manhã, no dossel de florestas de altitude, entre os 6.000 e 10.000 pés (1.828,8 a 3.048 metros). No início do dia os machos voam acima das árvores e aguardam as fêmeas, que irão voar mais tarde. Uma fêmea, com suas asas maiores, é um objeto atraente para os machos, que seguem-na em alta velocidade para o acasalamento. O fator de competição entre os machos é a velocidade que precisam para alcançá-las, por isso sua forma mais simplificada de asas.

## Subespécies
T. imperialis possui quatro subespécies:
- Teinopalpus imperialis imperialis - Descrita por Hope em 1843. Encontrada no Nepal, Índia (em Assam,[1] Manipur e Arunachal Pradesh)[3] e norte de Myanmar.[1]
- Teinopalpus imperialis imperatrix - Descrita por de Nicéville, em 1899, como Teinopalpus imperatrix. Encontrada em Myanmar (localidade tipo: colinas de Oungoo),[1] norte da Tailândia, Laos[12] e norte do Vietnã.[10]
- Teinopalpus imperialis behludinii - Descrita por de Pen em 1936. Encontrada na China (localidade tipo: Sichuan).[1]
- Teinopalpus imperialis gillesi - Descrita por Turlin em 1991. Encontrada em Laos (localidade tipo: Sam Neua)[1] e norte do Vietnã.[10]

## Estado de conservação da espécie
Esta é considerada uma espécie quase ameaçada pela União Internacional para a Conservação da Natureza.

## Diferenciação entre espécies
Teinopalpus imperialis difere de Teinopalpus aureus, a outra espécie do gênero Teinopalpus, por apresentar, nos machos, a região em amarelo das asas posteriores ocupando uma área menor e, nas fêmeas, por não apresentar linhas negras sobre a venação de suas asas posteriores.